# Berlou
Berlou (okzitanisch: Berlon) ist ein Ort und eine französische Gemeinde mit 222 Einwohnern (Stand: 1. Januar 2022) im Département Hérault in der Region Okzitanien. Sie gehört zum Arrondissement Béziers und zum Kanton Saint-Pons-de-Thomières. Die Einwohner werden Berlounais genannt.

## Lage
Die Gemeinde Berlou liegt im Regionalen Naturpark Haut-Languedoc in den südöstlichen Ausläufern der Cevennen, etwa 26 Kilometer nordwestlich von Béziers. Umgeben wird Berlou von den Nachbargemeinden Olargues im Nordwesten und Norden, Roquebrun im Norden und Osten, Cessenon-sur-Orb im Südosten, Prades-sur-Vernazobre im Südosten und Süden, Ferrières-Poussarou im Westen sowie Saint-Étienne-d’Albagnan im Nordwesten.

## Bevölkerungsentwicklung

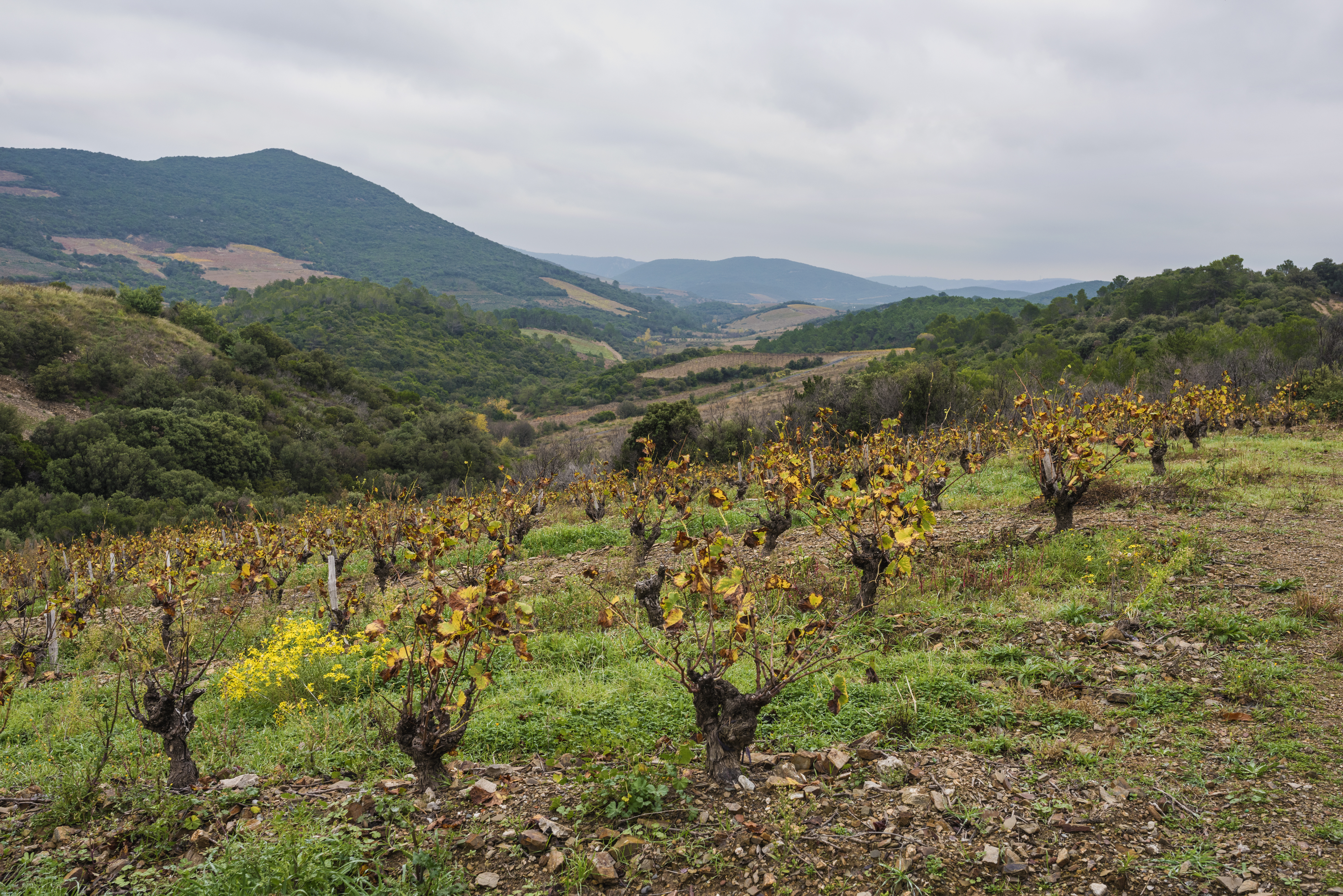
Weinreben in Berlou

| Jahr                       | 1962 | 1968 | 1975 | 1982 | 1990 | 1999 | 2006 | 2014 | 2020 |
| Einwohner                  | 290  | 267  | 228  | 203  | 193  | 184  | 186  | 201  | 215  |
| Quellen: Cassini und INSEE |      |      |      |      |      |      |      |      |      |